# Doxaró
Doxaró, en grec moderne : Δοξαρό, est un village du dème de Mylopótamos, en Crète, en Grèce. Selon le recensement de 2011, la population de Doxaró compte 77 habitants. Il est situé à une altitude de 260 m et à une distance de 42 km de Réthymnon.

## Recensements de la population
| Recensements | 1900 | 1920 | 1928 | 1940 | 1951 | 1961 | 1971 | 1981 | 1991 | 2001 | 2011 |
| ------------ | ---- | ---- | ---- | ---- | ---- | ---- | ---- | ---- | ---- | ---- | ---- |
| Population   | 168  | 216  | 216  | 250  | 285  | 211  | 135  | 91   | -    | 92   | 77   |